# Podul lui Traian
Podul de la Drobeta a fost un pod construit de Apolodor din Damasc, arhitectul Columnei, între primăvara anului 103 și primăvara anului 105  pe Dunărea de Jos, la est de Porțile de Fier, în orașul Drobeta-Turnu Severin. Scopul construcției a fost de a facilita transportul trupelor romane conduse de Traian și a proviziilor necesare celei de-a doua campanii militare de cucerire a Daciei regelui Decebal.

## Construcția

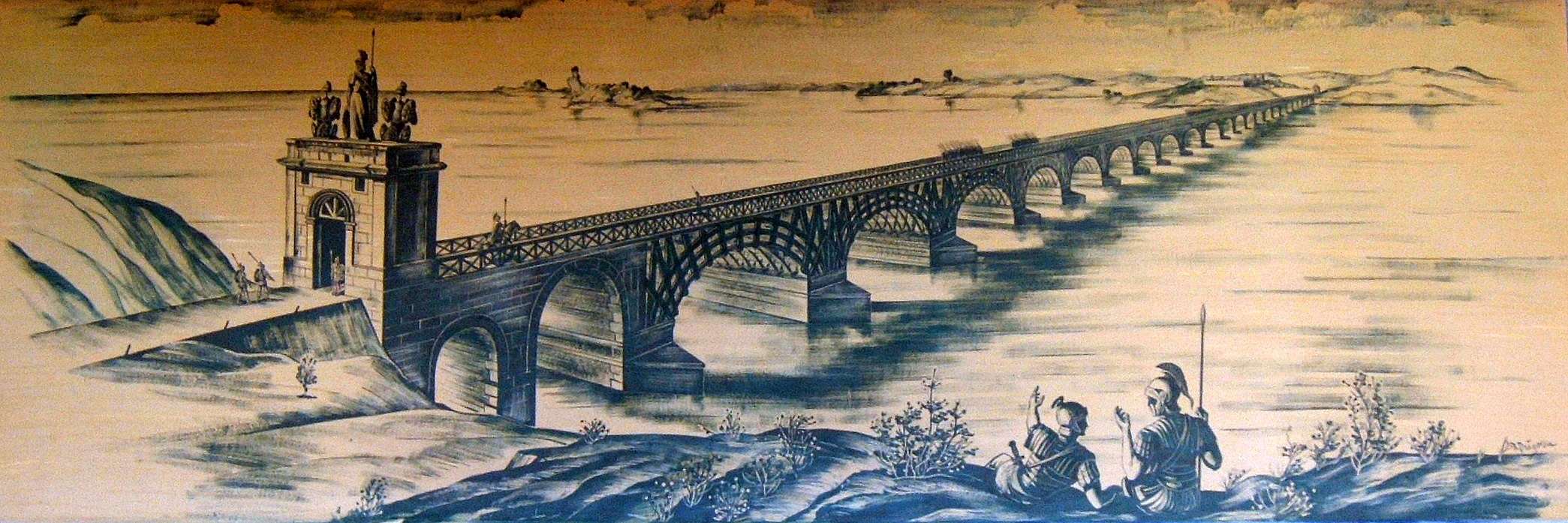
Reconstituirea podului lui Traian

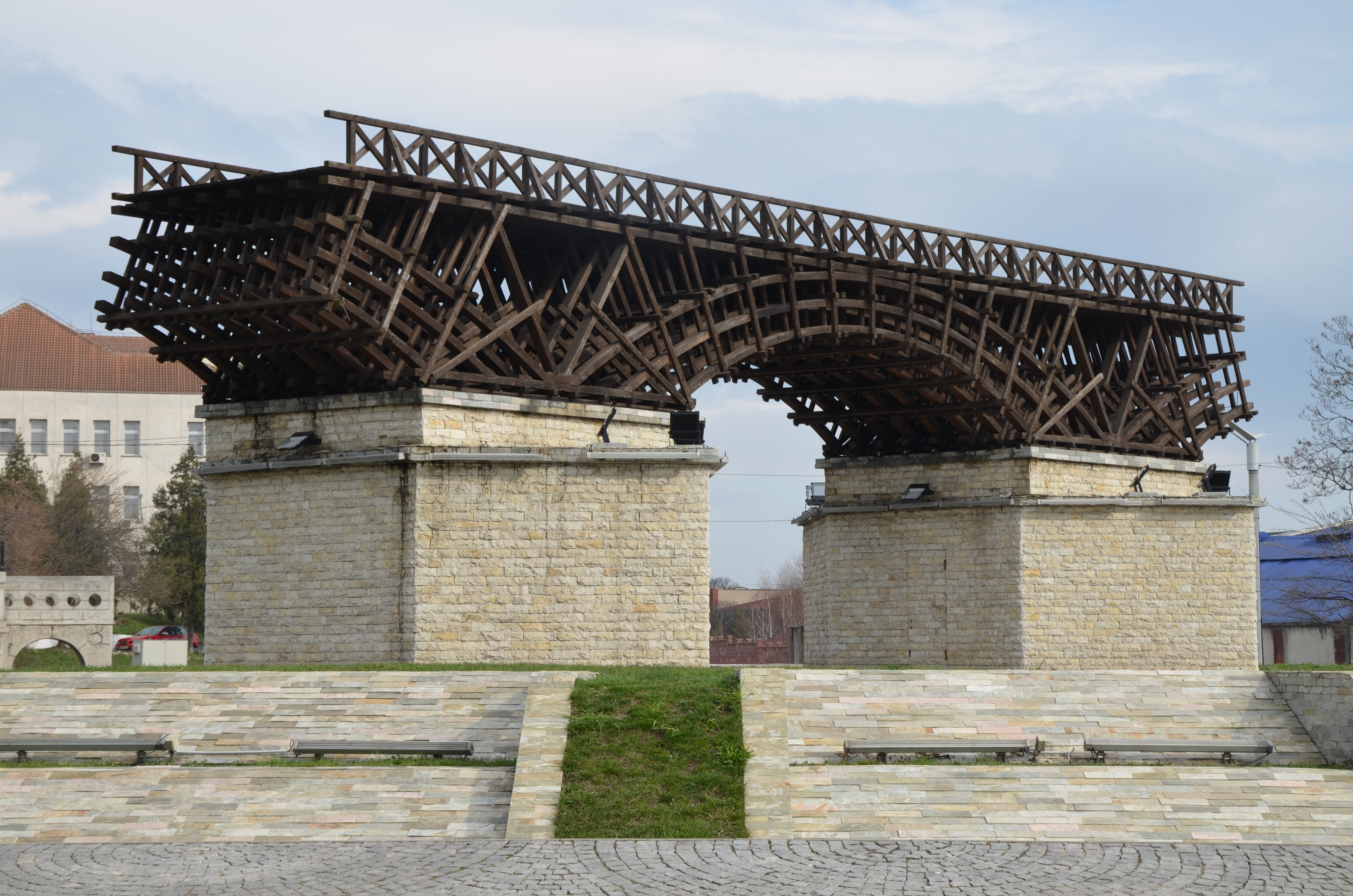
Macheta unui fragment

Măreția arhitectonică și tehnică a podului de peste Dunăre era, cel puțin pentru antichitate, remarcabilă și demonstrează importanța strategică pe care Traian a dat-o construcției și, prin aceasta, cuceririi Daciei. Cartea scrisă de Apolodor din Damasc despre construcția acestui pod nu ne-a parvenit, dar dispunem de descrieri indirecte, și chiar de detalii tehnice mulțumită autorilor Cassius Dio, Tzetzes, Chiliades și Procopius din Cezareea. Toate aceste surse subliniază dificultățile pe care le-a antrenat construcția podului. S-a folosit o suprastructură din lemn fixată pe douăzeci de stâlpi din piatră ce aveau formă paralelipipedică. La cele două capete, sudic și nordic, erau ridicate câte o  poartă monumentală. Pe columna lui Traian putem distinge o imagine stilizată a podului cu mai puțini piloni, dar în principiu conformă surselor scrise și care permite recunoașterea tehnicii de îmbinare a lemnului și pietrei.

## Podul
Locul pentru a construi Podul lui Traian a fost ales de Apolodor din Damasc în avalul Severinului de astăzi, deoarece apele Dunării se calmau după ieșirea din defileul Cazanelor (Porțile de Fier) iar fundul albiei fluviului era suficient de încărcat cu pietre și stânci purtate din trecătoarea dintre Carpați și Balcani, un fundament extrem de stabil pentru susținerea construcției. Podul măsura 1135 de metri lungime, legând castrul Pontes de pe malul sudic (Serbia de azi) de castrul Drobeta, pe malul nordic. Aceasta din urmă devenise posesiune romană după primul război dacic (101-102 d.C). Conform scrierii lui Dio Cassius (LXVIII, 13,1) podul avea aproximativ 18 metri în înălțime și 12 în lățime, cât să permită trecerea, ca pe uscat, a unei legiuni cavaliere în marș. La cele două capete ale Podului, sudic (Pontes) și nordic (Drobeta), au fost construite arcuri de triumf, porți monumentale, expresie a măreției și puterii romane imperiale. O altă descriere a construcției podului a fost făcută de Procopius din Cezareea în lucrarea De aedificis (IV, 6). Pentru a putea pune bazele pilaștrilor romanii au deviat parțial cursul Dunării folosind albia unui afluent sudic care poate fi văzut încă și azi, în Serbia, la est de orașul Cladova. Astfel primii 10-12 piloni au fost ridicați pe uscat. Pentru construcția celorlalți s-au folosit cofraje din bârne de stejar cimentate și sisteme de pompe.

## Istoria podului
Dio Cassius consideră că Împăratul Hadrianus (117-138) este responsabil de distrugerea parțială a podului pentru a proteja sudul Dunării de invazia triburilor roxolane și iazyge. Abandonul și distrugerea totală a podului sunt însă legate de abandonarea definitivă a Daciei (275 d.C). În timpul Renașterii, când interesul pentru operele de geniu ale Antichității erau o pasiune în Occident, regele Francisc I al Franței i-a cerut Sultanului Soliman Magnificul (care va distruge Cetatea Severinului) să-i permită demolarea unui pilon al podului pentru a afla secretul compoziției cimentului folosit. 
Ruinele podului au fost studiate amănunțit în perioada modernă în 1689 de către ofițerul de geniu austriac Luigi Ferdinando, conte de Marsigli, care, ținând seama de expansiunea Imperiului Habsburgic, dorea (fără să reușească) construirea unui alt pod alături de rămășițele podului lui Traian. 

#### Viața religioasă
Castrul Drobeta este primul centru urban ca importanță militară, economică și religioasă din regiunea Olteniei și al treilea centru urban din Dacia, după Sarmizegetusa și Apullum. În anul 126 d.C, sub stăpânirea Împăratului Adrian (117-138 d.C), Castrul Drobetei (14.000 de locuitori) este ridicat la rangul de Municipiu (Municipium Publium Aelium Hadrianum Drobetense), iar mai târziu, sub Împăratul Septimius Severus (193-211 d.C), în anul 193 d.C., este ridicat la rangul de Colonie. Pe la mijlocul secolului al III-lea, Colonia Drobetei era întinsă pe o suprafață de 60 de hectare și avea o populație de aproximativ 40.000 de locuitori. Împărații romani, chiar și în timpul abandonării Daciei, au continuat să refacă și să întrețină unele cetăți importante de la nord de Dunăre, precum Drobeta.
În Templul principal din Drobeta, la începutul celui de-al doilea război dacic (105 - 106 d.C), este menționată libația (jertfa) celebrată de Împăratul Traian, o jertfă pentru care istoricii, încă astăzi, nu pot preciza sigur scopul religios: consacrarea podului construit peste Dunăre, mulțumire pentru respingerea unui atac dacic împotriva castrului, o binecuvântare pentru familia imperială, fie o jertfă în onoarea zeiței Virtuții și a Onoarei. Libația (jertfa) implica sacrificarea a trei animale masculine, un porc, un berbec și un taur, care erau purtați în procesiune sacră în locul unde credincioșii voiau sa fie purificați..
Înainte de retragerea autorităților civile romane din Dacia (271 d.C.) creștinismul, deși avea adepți răspândiți în toate coloniile imperiului roman, era încă o religie minoritară. Templele castrului Drobetei sunt citate în perioada Împăratului Gordian al III-lea (238-244 d.C.) ca unele dintre puținele locuri unde în Dacia se practica, printre soldații legionari romani, misterele cultului (cu dedicație militară) a lui Jupiter Dolichețianul (la origine un zeu oriental, inclus în Panteonul roman, adorat pe teritoriul Siriei de astăzi ca zeul suprem Baal al Cerului și al Furtunei [ I(ovi) O(ptimo) M(aximo) S(abazio) ]. Legat de cultul particular roman al lui Jupiter (Baal) Dolichețianul la Drobeta, este citată Cohorta a III-a Campestris, pe care cercetători francezi o asociază miticei Cohorte a "III-a Dacice", prezentă în Castru în anul 179 d.C.

## Tabula Traiana

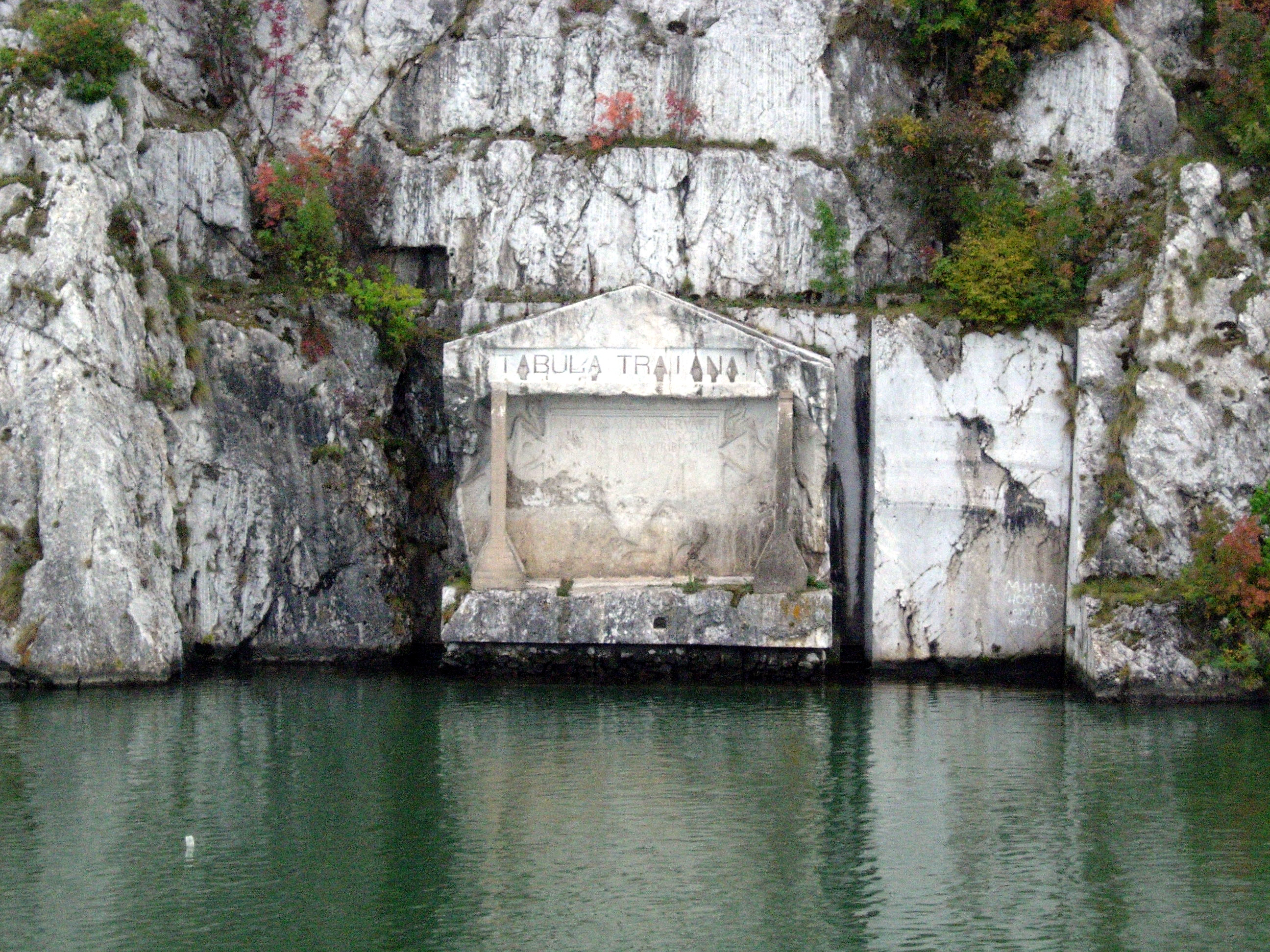
Tabula Traiana.

Placa memorială romană „Tabula Traiana”, 4 metri lungime și 1,75 metri înălțime, ce comemorează finalizarea drumului militar roman al lui Traian, este amplasată pe partea sârbească cu fața spre malul românesc. Pe ea este inscripționată următoarele:
|  | IMP. CAESAR. DIVI. NERVAE. F NERVA TRAIANVS. AVG. GERM PONTIF MAXIMUS TRIB POT IIII PATER PATRIAE COS III MONTIBVUS EXCISI(s) ANCO(ni)BVS SVBLAT(i)S VIA(m) F(ecit) | — Tabula Traiana |

Textul în limba latină a fost tradus și interpretat de Otto Benndorf:
„Împăratul Nerva fiul divinului Nerva, Nerva Traian, Augustus, Germanicus, Pontifex Maximus, investit de patru ori ca Tribun, Tatăl Patriei, Consul pentru a treia oară, excavând roci din munți și folosind bârne de lemn a făcut acest pod”

## Distrugerea și starea actuală a ruinelor
Istoricii consideră de obicei credibilă relatarea lui Cassius Dio care atribuie succesorului lui Traian, Hadrian îndepărtarea supra-structurii podului. Acesta îl percepea ca pe un risc pentru Moesia, în cazul unei invazii barbare din nord . Există însă și surse care afirmă că autorul distrugerii ar fi Aurelian, în cadrul operațiunii de abandonare a Daciei .
Cei douăzeci de stâlpi încă se mai vedeau în anul 1856, când nivelul Dunării era foarte scăzut. În 1906, Comisia Internațională a Dunării a decis să distrugă doi stâlpi care stânjeneau navigația. În 1932, erau 16 stâlpi rămași sub apă, dar în 1982 doar 12 au mai fost găsiți de arheologi, probabil restul de patru fiind luați de apă între timp. Însă, chiar și astăzi se pot vedea primul și ultimul stâlp pe malurile Dunării.
Podul lui Traian este un monument istoric, ce face parte din Patrimoniul cultural național, aflat în subordinea Ministerului Culturii și Cultelor, prins pe Lista monumentelor istorice, la Nr. 16 cod  MH-I-m-A-10047.04, având adresa  Str. Independenței nr. 2 în Municipiul Drobeta-Turnu Severin.

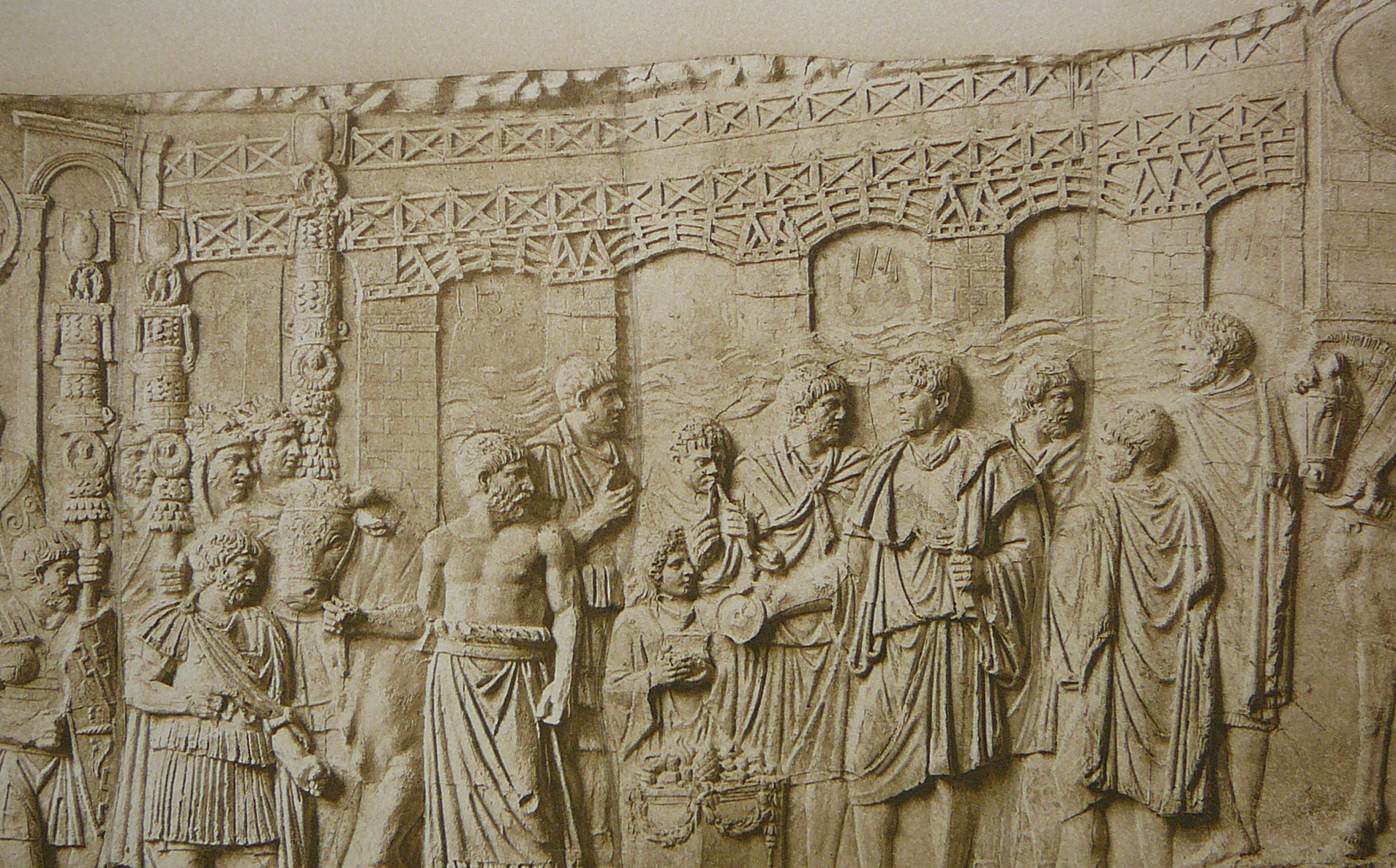
Podul pe Columna lui Traian
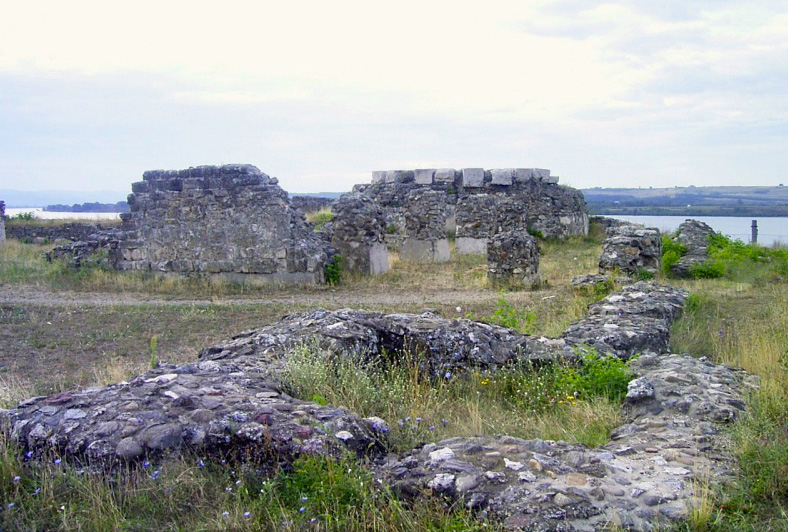
Ruine pe malul Dunării
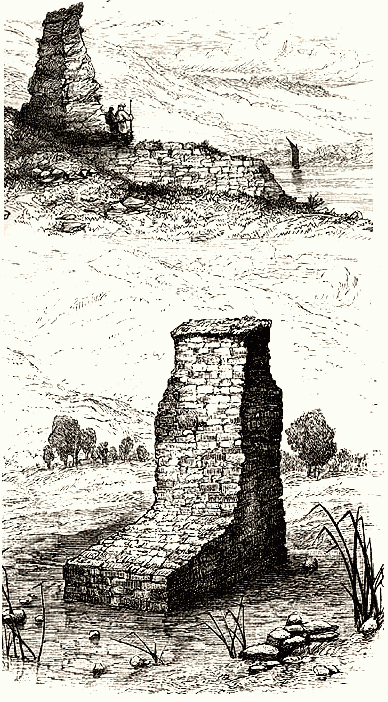
Desene ale pilonilor podului
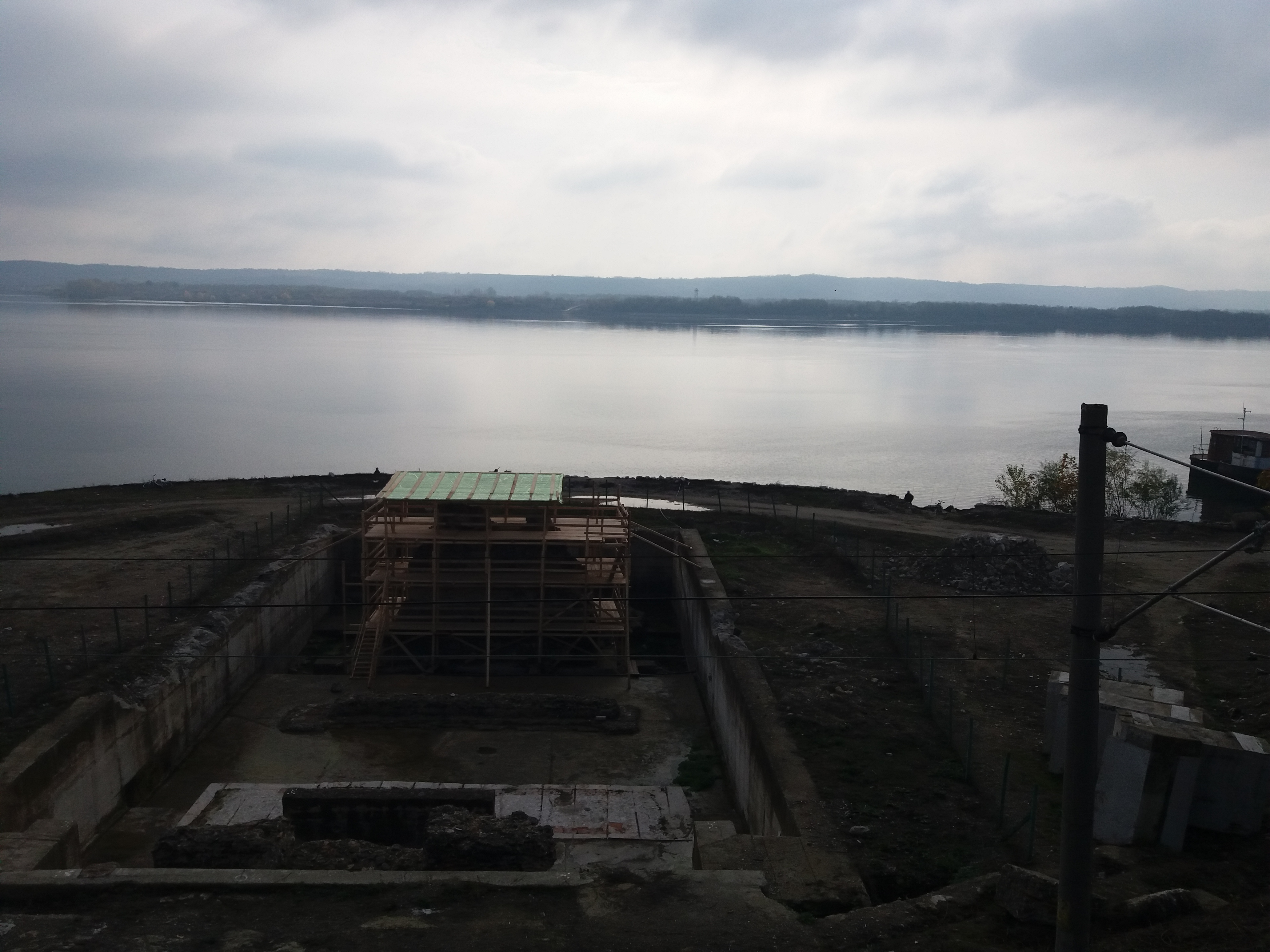
Vedere din România